# Shadow of the Day
Shadow of the Day (englisch für Schatten des Tages) ist ein Lied der US-amerikanischen Rockband Linkin Park. Der Song erschien am 11. Mai 2007 auf ihrem dritten Studioalbum Minutes to Midnight und wurde am 16. Oktober 2007 als dritte Single aus diesem veröffentlicht.

## Inhalt
Shadow of the Day handelt von einer sterbenden Person. Chester Bennington singt davon, wie schwer ihm der Abschied fällt und dass die untergehende Sonne die Welt in ein tristes Grau taucht. Auch die Karten und Blumen aller Freunde konnten den Tod nicht verhindern.

“And the sun will set for you

The sun will set for you

And the shadow of the day

Will embrace the world in grey

And the sun will set for you”

## Produktion
Der Song wurde von dem US-amerikanischen Musikproduzenten Rick Rubin in Zusammenarbeit mit Linkin-Park-Mitglied Mike Shinoda produziert. Die Linkin-Park-Mitglieder fungierten als Autoren.

## Musikvideo
Bei dem zu Shadow of the Day in Los Angeles gedrehten Musikvideo führte Linkin-Park-Mitglied Joe Hahn Regie. Es verzeichnet auf YouTube über 61 Millionen Aufrufe (Stand Oktober 2023). Das Video zeigt Chester Bennington, der um 11:55 Uhr von seinem Wecker geweckt wird und aufsteht. Im Fernsehen laufen Nachrichten von Protesten und Straßenschlachten. Er isst Frühstück, wäscht sich, zieht sich an und geht nach draußen. In der Stadt, durch die er läuft, herrscht Chaos. Menschen liefern sich Kämpfe mit der Polizei, wobei einige festgenommen und abtransportiert werden. Es werden Molotowcocktails geworfen, Autos angezündet und die Polizei eröffnet das Feuer, während Chester Bennington unbeteiligt zwischen den Leuten durch die Straßen geht und den Song singt. Am Ende bleibt er vor einer brennenden Barrikade stehen und dreht sich um. Einige Soundeffekte der Handlung sind im Video neben der Musik zu hören.
Bei den MTV Video Music Awards 2008 erhielt Shadow of the Day die Auszeichnung in der Kategorie Best Rock Video.

## Single

### Covergestaltung
Das Singlecover zeigt die schwarzen Silhouetten der sechs Linkin-Park-Mitglieder vor dunklem Himmel im Sonnenuntergang. Links im Bild befinden sich die Schriftzüge Shadow of the Day und Linkin Park in Grau und Weiß.

### Titellisten
Single
1. Shadow of the Day – 4:16
2. Bleed It Out (Live from Projekt Revolution, Holmdel NJ, Aug. 29 ’07) – 6:07

Maxi
1. Shadow of the Day – 4:16
2. Bleed It Out (Live from Projekt Revolution, Holmdel NJ, Aug. 29 ’07) – 6:07
3. No More Sorrow (Third Encore Session) – 3:46

### Chartplatzierungen
Shadow of the Day stieg am 7. Dezember 2007 auf Platz 15 in die deutschen Singlecharts ein und erreichte am 18. Januar 2008 mit Rang zwölf die beste Platzierung. Insgesamt war es 29 Wochen in den Top 100 vertreten. Ebenfalls die Top 20 erreichte der Song unter anderem in Österreich, der Schweiz, Neuseeland, Australien, den Vereinigten Staaten, Schweden und Frankreich. In den deutschen Single-Jahrescharts 2008 belegte das Lied Position 55.
| ChartsChartplatzierungen       | Höchstplatzierung | Wochen |
| ------------------------------ | ----------------- | ------ |
| Deutschland (GfK)              | 12 (29 Wo.)       | 29     |
| Österreich (Ö3)                | 6 (28 Wo.)        | 28     |
| Schweiz (IFPI)                 | 11 (31 Wo.)       | 31     |
| Vereinigte Staaten (Billboard) | 15 (22 Wo.)       | 22     |
| Vereinigtes Königreich (OCC)   | 46 (4 Wo.)        | 4      |

| ChartsJahrescharts (2008)      | Platzierung |
| ------------------------------ | ----------- |
| Deutschland (GfK)              | 55          |
| Österreich (Ö3)                | 37          |
| Schweiz (IFPI)                 | 69          |
| Vereinigte Staaten (Billboard) | 55          |

### Auszeichnungen für Musikverkäufe
Shadow of the Day erhielt im Jahr 2015 in Deutschland für mehr als 150.000 verkaufte Einheiten eine Goldene Schallplatte. In den Vereinigten Staaten wurde es 2017 für über zwei Millionen Verkäufe mit Doppel-Platin ausgezeichnet.

| Land/Region                  | Auszeichnungen für Musikverkäufe (Land/Region, Auszeichnung, Verkäufe) | Verkäufe  |
| ---------------------------- | ---------------------------------------------------------------------- | --------- |
| Deutschland (BVMI)           | Gold                                                                   | 150.000   |
| Neuseeland (RMNZ)            | Gold                                                                   | 7.500     |
| Schweiz (IFPI)               | Gold                                                                   | 15.000    |
| Vereinigte Staaten (RIAA)    | 2× Platin                                                              | 2.000.000 |
| Vereinigtes Königreich (BPI) | Silber                                                                 | 200.000   |
| Insgesamt                    | 1× Silber · 3× Gold · 2× Platin ·                                      | 2.372.500 |

Hauptartikel: Linkin Park/Auszeichnungen für Musikverkäufe